# All-Ireland Senior Football Championship 1987
L'All-Ireland Senior Football Championship 1987 fu l'edizione numero 101 del principale torneo di calcio gaelico irlandese. Meath batté in finale Cork ottenendo la quarta vittoria della sua storia.

## Semifinali
| Dublino 16 agosto 1987 | Cork | 1-11 – 1-11 | Galway | Croke Park |

| Dublino 23 agosto 1987 | Meath | 0-15 – 0-08 | Derry | Croke Park |

| Dublino 30 agosto 1987 | Cork | 0-18 – 1-04 | Galway | Croke Park |

### Finale
| Dublino 20 settembre 1987 | Meath | 1-14 – 0-11 | Cork | Croke Park (68431 spett.) |